# Прут (футбольный клуб)
«Прут» (рум. Prut) — молдавский футбольный клуб из города Леова. На данный момент выступает в Дивизионе «Б», третьей по силе лиге страны. Был основан в 1992 году под названием «Конструкторул». Единственный сезон в высшей лиге страны команда провела в 1992 году. В 1999 году был переименован в «Прут».

## История названий
- 1992 — «Конструкторул» Леова
- 1999 — «Прут» Леова

## Выступление в Национальном дивизионе
| Сезон | Место | И  | В | Н | П  | ГЗ | ГП | О |
| ----- | ----- | -- | - | - | -- | -- | -- | - |
| 1992  | 12    | 22 | 2 | 3 | 17 | 11 | 63 | 7 |